# Harald Wallin
Johan Harald Alfred Wallin (ur. 27 lutego 1887 w Göteborgu, zm. 16 czerwca 1946 tamże) – szwedzki żeglarz, olimpijczyk, dwukrotny medalista olimpijski.
Na Letnich Igrzyskach Olimpijskich 1908 zdobył srebro w żeglarskiej klasie 8 metrów. Załogę jachtu Vinga tworzyli również Carl Hellström, Edmund Thormählen, Eric Sandberg i Erik Wallerius.
Cztery lata później zdobył zaś złoto w klasie 10 metrów na jachcie Kitty. Załogę uzupełniali wówczas Carl Hellström, Erik Wallerius, Harry Rosenswärd, Herman Nyberg, Humbert Lundén, Paul Isberg i Filip Ericsson.